# 熊澤英昭
熊澤 英昭（くまざわ ひであき、1943年〈昭和18年〉 - ）は、日本の農林官僚。姓の「澤」は「沢」の旧字体であるため、熊沢 英昭とも表記される。
農林水産省畜産局長、農林水産省経済局長、農林水産審議官、農林水産事務次官、社団法人農協共済総合研究所理事長（第4・7代）、財団法人全国米穀取引・価格形成センター会長、チェコ駐箚特命全権大使（第2代）、農林水産省退職者の会会長などを歴任した。

## 来歴

### 生い立ち
1943年、岐阜県生まれ。東京都立上野高等学校卒業。東京大学法学部卒業。1967年に農林省に入省した。

### 官僚として
農林省を改組した農林水産省においては、大臣官房の総務審議官を務めたのち、畜産局や経済局の局長を歴任した。1998年には農林水産審議官となり、異例の長期在任を続けた事務次官の高木勇樹を支えた。
2001年、農林水産省再編後初の事務次官に就任した。ところが、牛海綿状脳症が政治問題化すると、農林水産大臣の武部勤が「感染源解明は酪農家にとってそんなに大きな問題なのか」「そんなに慌てることは無いです。また更にBSEは発覚しますから」などと放言を連発し、参議院に問責決議案が提出される事態となった。農林水産省は省内が混乱して対応が後手に回り、強い批判に晒されることになった。酪農家らからも抗議の声が高まり、ペンキで「タケベのアホ」「能なしタケベ」「農水省のバカ」 などと書かれた「捨て牛」が熊本県や徳島県など全国各地で発見される椿事が起きるほど、大きな社会問題となっていった。その後、BSE問題の責任を問われ、事実上更迭される形で2002年付で退官した。なお、熊澤の辞任に際して大臣の武部はコメントを発表し、BSE問題の責任について「組織全体として問われるべきだ」 と反省の弁を述べたが、自身の進退について質問されると一転して「農水省が抱える諸課題を解決していくことが私の責任の取り方」 と主張し、辞任を拒否している。

### 退官後

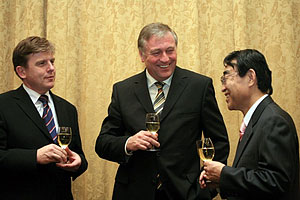
2006年12月7日、天皇誕生日祝賀レセプションにてチェコの代議院議長ミロスラフ・ブルチェク（左）、首相ミレク・トポラーネク（中央）と

退官直後、日本食肉協議会の会長である関谷俊作から「農水行政の経験からの助言をいただきたい。2月ごろから嘱託に就任してほしい」 と要請されるも、これを辞退した。2004年、農協共済総合研究所の理事長に就任した。また、全国米穀取引・価格形成センターの会長にも就任した。
2005年から2008年にはチェコ駐箚特命全権大使を務めた。大使在任中の2005年は「日EU市民交流年」にあたることから、鬼太鼓座の和太鼓公演、力士を招いた相撲イベント「Japonske Sumo v Praze」、雅楽・舞楽・声明の公演「創造する伝統2005」などを手掛け、日本文化の紹介に努めた。また、長年に渡りチェコで日本文化を紹介してきた東洋学者のヴィェンツェスラヴァ・ハドリチコヴァーの功績を讃えるため、叙勲に向けて奔走した。ハドリチコヴァーの旭日小綬章受章に際しては「両国関係の緊密化を象徴するようなこと」 とする祝意を述べた。また、2007年は日チェコ国交回復50周年にあたることから、大統領ヴァーツラフ・クラウスらが来日するなど要人往来も相次いだが。また、アジア13か国の在チェコ大使館が協力し、合同で各国の文化を紹介するイベント「Many Colours of Asia」を初めて開催した。
また、日本とチェコとの間で駐在員を派遣する企業、および、個人の社会保険料の負担軽減を図るため、2007年6月よりチェコの労働社会省との間で交渉を開始した。最終的に、労働社会大臣を兼務する副首相ペトル・ネチャスとの間で「社会保障に関する日本国とチェコ共和国との間の協定」の締結にこぎつけた。
なお、大使退任後、再び農協共済総合研究所の理事長となった。

## 略歴
- 1943年 - 岐阜県にて誕生
- 1967年 - 東京大学法学部卒業
- 1967年 - 農林省入省[9]

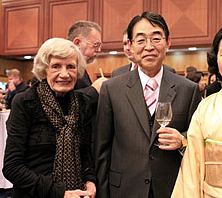
2006年12月7日、天皇誕生日祝賀レセプションにてプラハ・カレル大学哲学部准教授ヴィェンツェスラヴァ・ハドリチコヴァー（左）と

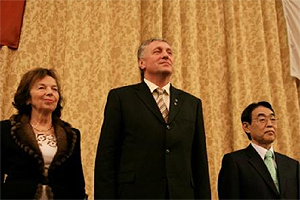
2007年12月4日、天皇誕生日祝賀レセプションにてチェコの大統領夫人リヴィア・クラウソヴァー（左）、首相ミレク・トポラーネク（中央）と

- 1976年 - 農林省食品流通局砂糖類課課長補佐[29]
- 1977年 - 農林省農林経済局総務課課長補佐
- 1977年 - 農林省食品流通局総務課課長補佐
- 1978年 - 外務省在アメリカ合衆国日本国大使館一等書記官
- 1981年 - 農林水産省大臣官房文書課課長補佐
- 1982年 - 経済企画庁調整局調査官
- 1983年 - 農林水産省食品流通局企画課物価対策室長
- 1984年 - 農林水産省経済局国際部国際企画課長
- 1986年 - 農林水産省畜産局競馬監督課長
- 1986年 - 農林水産省食品流通局砂糖類課長
- 1991年 - 農林水産省大臣官房秘書課長
- 1993年 - 農林水産省経済局国際部長
- 1995年 - 農林水産省大臣官房総務審議官
- 1995年 - 農林水産省畜産局長
- 1997年 - 農林水産省経済局長
- 1998年 - 農林水産審議官[9]
- 2001年 - 農林水産事務次官[9]
- 2002年 - 農林水産省退官[18]
- 2004年 - 農協共済総合研究所理事長
- 2005年 - チェコ駐箚特命全権大使
- 2008年 - 農協共済総合研究所理事長

### 註釈
1. ↑  農林水産省畜産局は、のちに農林水産省生産局畜産部の源流の一つとなった。
2. ↑  社団法人農協共済総合研究所は、のちに一般社団法人JA共済総合研究所の源流の一つとなった。

## 関連人物
- 新井昌一
- 武部勤
- 原田親仁
- 渡辺好明 (農林官僚)